# Super Mario Bros. 2
Super Mario Bros. 2 (Japans: スーパーマリオUSA; Sūpā Mario Yū Esu Ē) is een computerspel dat werd ontwikkeld en uitgegeven door Nintendo. Het is het eerste vervolg op Super Mario Bros.. Het spel werd gemaakt onder leiding van Kensuke Tanabe van Nintendo en spel kwam op 10 oktober 1988 op de markt in de Verenigde Staten, op 28 april 1989 in Europa en in 1992 in Japan. Het spel werd in Japan uitgebracht als Super Mario USA.
Nintendo had in Japan een vervolg uitgebracht van Super Mario Bros. onder dezelfde naam. Het spel was echter moeilijk om te spelen en de verwachting was dat het daarom niet aan zou slaan in de Verenigde Staten. Later werd het alsnog uitgebracht in de Verenigde Staten en Europa in Super Mario All-Stars als Super Mario Bros.: The Lost Levels en later ook nog in de Super Mario Bros.-remake voor de Game Boy Color.
Om toch gebruik te maken van de franchise pasten ze het spel Doki Doki Panic (Dream Factory: Heart-Pounding Panic) aan, zodat de hoofdrolspelers Mariopersonages waren en brachten ze het uit onder de naam Super Mario Bros. 2.

## Gameplay
Het doel van het spel is de droomwereld Subcon te doorlopen. Deze wereld bestaat uit 7 werelden verdeeld in 20 levels. Voor ieder level kan men kiezen of men dit met Mario, Luigi, Princess Toadstool of Toad wil spelen. Ieder karakter heeft zijn eigen krachten en zwaktes: Luigi springt het hoogst (maar reageert het traagst), de prinses kan lange afstanden zweven, en Toad kan het snelst objecten oppakken (maar springt het laagst). Mario is in alle vaardigheden gemiddeld. De speler kan knollen, wortels en andere groenten uit de grond trekken en naar de vijand gooien zodat deze beschadigd of uitgeschakeld wordt. Soms kan men ook andere extra's uit de grond trekken. Ook kan men op vijanden springen, deze oppakken, en naar andere vijanden gooien zodat beiden uitgeschakeld worden. Men kan munten verzamelen waarmee na ieder level een fruitautomaat bediend kan worden, wat extra levens kan opleveren. Daarnaast kan men een korte "aardbeving" veroorzaken door een POW-voorwerp op te pakken en dit op de grond te laten vallen. Hierdoor gaat het level kort trillen en worden alle vijanden die op dat moment te zien zijn uitgeschakeld.
Ieder level wordt bewaakt door een eindbaas, en iedere wereld door een extra sterke eindbaas. Aan het eind van wereld 7 (het 20e level) moet men het opnemen tegen de hoofdvijand, de kwaardaardige antropomorfe kikker Wart (en niet Bowser, zoals in veel andere Mariospelletjes). Daarna worden de vier helden feestelijk gehuldigd door de bewoners van Subcon, maar tijdens de eindaftiteling ziet de speler dat Mario alles aan het dromen is.

## Remakes
Van Super Mario Bros. 2 is een remake gemaakt voor de Game Boy Advance. Dit spel was een launchgame. Het verschilde behoorlijk van het origineel: grafisch geheel verbeterd,  nieuwe obstakels toegevoegd en er was de mogelijkheid om Yoshi-eieren te vinden in elk level. Op 25 mei 2007 verscheen het spel ook voor de Virtual Console.

## Platforms
| Jaar | Platform              |
| ---- | --------------------- |
| 1988 | NES                   |
| 1993 | SNES                  |
| 1996 | Satellaview           |
| 2001 | GBA                   |
| 2007 | Wii Virtual Console   |
| 2014 | Wii U Virtual Console |

## Ontvangst
| Beoordeeld door                | Jaar | Platform              | Score |
| ------------------------------ | ---- | --------------------- | ----- |
| Computer and Video Games (CVG) | 1989 | NES                   | 97%   |
| Player One                     | 1990 | NES                   | 95%   |
| Jeuxvideo.com                  | 2011 | NES                   | 95%   |
| The Games Machine (UK)         | 1989 | NES                   | 92%   |
| The Video Game Critic          | 2003 | NES                   | 91%   |
| GamezGeneration                | 2013 | Wii U Virtual Console | 90%   |
| Mean Machines                  | 1990 | NES                   | 89%   |
| IGN                            | 2007 | Wii Virtual Console   | 85%   |
| ASM (Aktueller Software Markt) | 1989 | NES                   | 85%   |
| Virtual Console Reviews        | 2007 | Wii Virtual Console   | 80%   |
| WiiDSFrance                    | 2013 | Wii U Virtual Console | 80%   |
| Nintendo Life                  | 2007 | Wii Virtual Console   | 80%   |
| Game Freaks 365                | 2006 | NES                   | 73%   |
| Megablast                      | 1992 | NES                   | 72%   |
| GamesAreFun.com (GAF)          | 2003 | NES                   | 60%   |

## Trivia
- Het spel is opgenomen in het boek 1001 Video Games You Must Play Before You Die van Tony Mott.